# Milliók Könyve
A Milliók Könyve egy 20. század eleji magyar szépirodalmi könyvsorozat volt. A sorozat a következő köteteket tartalmazta:
- 1. Herczeg Ferenc: A láp virága. [1915]. 32 l.
- 2. Szomaházy István: Mesék az írógépről. [1915.] 32 l.
- 3. Farkas Pál: Egy önkéntes naplója. [1916.] 31 [l] l.
- 4. Doyle Conan [A.]: Az üldöző. [1916.] 31 [1] l.
- 5. Mikszáth Kálmán: Galamb a kalitkában. [1916.] 31 [1] l.
- 6. Pemberton [Max]: A kronstadti kém. [Ford.: Győry Ilona.] [1916.] 31 [l] l.
- 7. Heltai Jenő: Family-Hôtel. [1916.] 32 l.
- 8. Moeller M. Ottó: Az aranycsináló regénye. [1916.] 31 [l] l.
- 9. Farkas Pál: Egy önkéntes naplója. Második félév: Az üteg. [1916.] 32 l.
- 10. Feuillet Oktáv: Egy szegény ifjú története. [1916.] 31 [l] l.
- 11. Szomaházy István: Méltóságos asszony. [1916.] 32 l.
- 12. Doyle Conan [A.]: A nábob kincse. [1916.] 31 [l] l.
- 13. Bródy Sándor: A tanítónő. Falusi életkép. [1916.] 32 l.
- 14. Ohnet György: Az alkony. Regény. [Ford.: Novelly Riza.] [1916.] 32 l.
- 15. Herczeg Ferenc: A Gyurkovics-lányok. [1916.] 31 [1] l.
- 16. Zola Emil: Nantas. [1916.] 32 l.
- 17. Szikra [Teleki Sándorné]: Bevándorlók. [1916.] 32 l.
- 18. RDoker B. M.: Lady Hildegard. Ford.: Kéméndyné Novelly Riza. [1916.] 31 [1] l.
- 19. Gábor Andor: Untauglich úr. Regény az itthonmaradtakról. Mühlbeck Károly rajzaival. [1916.] 32 l.
- 20. Savage Richard Henry: Hivatalos feleség. [1916.] 31 [1] l.
- 21. Biró Lajos: A diadalmas asszony. Regény. [1916.] 32 l.
- 22. Chantepleure Guy: Bonaparte ezredese. Ford.: Zempléni Gyuláné. [1916.] 31 [1] l.
- 23. Szomaházy István: A méltóságos asszony lovagjai. [1916.] 32 l.
- 24. Futrelle Jacques: Dolly vőlegénye. Ford. Kulinyi Ernő. [1916.] 31 [1] l.
- 25. Pekár Gyula: Hatalom. Regény. [1916.] 32 l.
- 26. Murray D[avid Christie]: A püspök kalandja. [1916.] 32 l.
- 27. Herczeg Ferenc: A Gyurkovics-fiúk. [1916.] 31 [1] l.
- 28. Blicher-Clausen J.: Feri bácsi. Ford.: Isaak Márta. [1916.] 31 [1] l.
- 29. Bársony István: A királytigris. [1917.] 32 l.
- 30. Sand George: Leoni Leo. Regény. Ford.: Kéméndyné Novelly Riza. [1917.] 31 [1] l.
- 31. Mikszáth Kálmán: Az eladó birtok. [1917.] 31 [1] l.
- 32. Schultz Jeanne: Szent József csodatétele. [1917.] 32 l.
- 33. Elvestad Sven: A rejtelmes kocsi. Regény. Ford.: Kulinyi Ernő. [1917.] 32 l.
- 34. Malonyay Dezső: A tartódi medvehajtás. [1917.] 31 [1] l.
- 35. Szomaházy István: Aranyköd. [1917.] 32 l.
- 36. Greville H[enry, Mme Durand Émile, Fleury Alice]: Dosia. [1917.] 32 l.
- 37. Farkas Pál: Kuthy Etelka. Egy öreg emigráns papirosaiból. [1917.] 32 l.
- 38. Turgenjeff [Turgenyev] Iván [Szergejevics]: Tavasz hullámai. [1917.] 48 l.
- 39. Vance L. J.: A sziget kincse. [1917.] 31 [1]
- 40. Herczeg Ferenc: Gyurkovics Milan mandátuma. [1917.] 32 l.
- 41. Dürr Max: Steinhauser úr órája. Humoros bűnügyi regény. Ford. Sárosi Bella. [1917.] 32 l.
- 42. Schweriner Oscar T.: Lepecsételt parancs alatt. [1917.] 31 [1] l.
- 43. Heltay Jenő: Második feleségem. [1917.] 32 l.
- 44. Farina Salvatore: Párbaj a hómezőn. [1917.] 32 l.
- 45. Jókai Mór: A cigánybáró. [1917.] 31 [1] l.
- 46. Harland H[enry]: A bíboros burnótszelencéje. Ford.: Novelly Riza. [1917.] 31 [1] l.
- 47. Mikszáth Kálmán: A beszélő köntös. [1917.] 31 [1] l.
- 48. Aldrich Thomas Bailey: Prudence kisasszony. Ford.: Garády Viktor. [1917.] 32 l.
- 49. Krúdy Gyula: Francia kastély. [1917.] 32 l.
- 50. RDoker B. M.: Ahol a boldogság terem. [1917.] 31 [1] l.
- 51. Bródy Sándor: Hófehérke. [1917.] 32 l.
- 52. Doyle A. Conan: Nílusi kaland. [1917.] 32 l.
- 53. Jókai Mór: Mégsem lesz belőle tekintetes asszony. [1917.] 32 l.
- 54. Hope Antoni: A zendai fogoly. [1917.] 32 l.
- 55. Ambrus Zoltán: A gyanú. [1917.] 32 l.
- 56.Volloquartz Ingeborg: Elhamarkodott válás. Ford.: Sárosi Bella. [1917.] 31 [1] l.
- 57. Szomaházy István: A kétszívű Pethő. [1918.] 31 [1] l.
- 58. Glyn Elinor: Három hét. Ford.: Balla Ignác. [1918.] 32 l.
- 59. Herczeg Ferenc: Gyurka és Sándor. Újabb adatok a Gyurkovics-fiúk történetéhez. [1918.] 32 l.
- 60. Courths-Mahler H[edwig]: Téved az ember. [1918.] 32 l.
- 61. Mikszáth Kálmán: A szelistyei asszonyok. [1918.] 32 l.
- 62. Chantepleure Guy de: Huguette kalandjai. Ford.: Csetényi Erzsi. [1918.] 32 l.
- 63. Nagy Endre: Mirjám, a lélektani rejtély. [1918.] 32 l.
- 64. Doyle Conan [A.]: Az utolsó jakobinus. [1918.] 32 l.
- 65. Coppée François: Henriette szerelme. Ford.: Gerely Jolán. [1918.] 32 l.
- 66. Biró Lajos: 1913. Történelmi színmű. [1918.] 32 l.
- 67. Barrili [Anton Giulio]: Dodero kapitány. [1918.] 32 l.
- 68. Lagerlöf Selma: Egy elhagyott ház története. Ford.: Csetényi Erzsi. [1918.] 32 l.
- 69. Rákosi Viktor: Téli rege. [1918.] 31 [1] l.
- 70. Courths-Mahler H[edwig]: Akarom. Ford. Csetényi Erzsi. [1918.] 32 l.
- 71. Ferber Edna: Mosolygó könnyek. Ford.: Barabás Béla. [1918.] 32 l.
- 72. Jókai Mór: Sárga rózsa. [1918.] 32 l.
- 73. Hychens: A sivatag lovagja. [1918.] 31 [1] l.
- 74. Mikszáth Kálmán: A fekete kakas. [1918.] 32 l.
- 75. Lehne [Butenschön Helene]: Egyedül. [1918.] 31 [1] l.
- 76. Hyne E. J. Hutcliffe: Zsiványbecsület. Ford.: B. Jármy Judit. [1918.] 32 l.
- 77. Somlay Károly: Pál testvér. [1918.] 31 [1] l.
- 78. Franzos Karl Emil: A boszorkány. Ford.: Barabás Béla. [1918.] 32 l.
- 79. Adlesfeld-Ballestrem: Kata grófnő. [1918.] 32 l.
- 80. Szomaházy István: Baccarat. A zöld csatatér. [1919.] 32 l.
- 81. Kummer F. A.: A zöld bálvány. [1919.] 32 l.
- 82. Döring Fritz: A fogadás. [1919.] 32 l.
- 83. Jókai Mór: Kétszer kettő – négy. [1919.] 32 l.
- 84. Gunkel [Christiana]: Otthon nélkül. [1919.] 32 l.
- 85. Herczeg Ferenc: Sziriusz. [1919.] 31 [1] l.
- 86. Mikszáth Kálmán: A gyerekek. [1919.] 32 l.
- 87. Stockton Frank R.: Egy bohókás történet. Ford.: Kéméndyné Novelly Riza. [1919.] 31 [1] l.
- 88. Pekár Gyula: Lavina. [1920.] 32 l.
- 89. Lange Sven: Morell Mária rejtélye. [1920.] 32 l.
- 90. Courths-Mahler H[edwig]: A szép ismeretlen. Ford. Pintér Mária. [1920.] 31 [1] l.
- 91. Jókai Mór: A rútak rútja. [1920.] 32 l.
- 92. Rangabé Sándor Rizosz: Leila. Ford.: Csillag Kálmán. [1920.] 31 [1] l.
- 93. Egidy-Nostitz Lenka von: A kis grófnő. Ford.: Csetényi Erzsi. [1920.] 31 [1] l.
- 94. Csathó Kálmán: Ibolyka. Egy pesti kis leány kalandjai. [1920.] 31 [1] l.
- 95. Davis R. H.: Londoni köd. Detektívregény. [1920.] 32 l.